# Konstans (imię)
Konstans – imię męskie pochodzenia łacińskiego. Wywodzi się od słowa constans (stały, silny, niezmienny). Oznacza: ten, który wyróżnia się stałością przekonań lub niezmiennością w uczuciach.
Konstans to odmiana imienia Konstancjusz. Inne formy tego imienia to: Konstanty, Konstantyn.
Zdrobnienia imienia: Konstantynek, Tynek, Tinek.
Konstans imieniny obchodzi 5 października.

## Osoby o imieniu Konstans
- Konstans (cesarz rzymski)
- Konstans II (cesarz bizantyjski)